# Matteo Medves
Matteo Medves (Monfalcone, 20 de junio de 1994) es un deportista italiano que compite en judo.
En los Juegos Europeos de Minsk 2019 obtuvo una medalla de plata en la categoría de –66 kg. Ganó dos medallas de plata en el Campeonato Europeo de Judo, en los años 2018 y 2019.

## Palmarés internacional
| Juegos Europeos    | Juegos Europeos     | Juegos Europeos  | Juegos Europeos |
| Año                | Lugar               | Medalla          | Categoría       |
| ------------------ | ------------------- | ---------------- | --------------- |
| 2019               | Minsk (Bielorrusia) | Medalla de plata | –66 kg          |
| Campeonato Europeo |                     |                  |                 |
| Año                | Lugar               | Medalla          | Categoría       |
| 2018               | Tel Aviv (Israel)   | Medalla de plata | –66 kg          |
| 2019               | Minsk (Bielorrusia) | Medalla de plata | –66 kg          |